# Свети Никола (Загориче)
Вижте пояснителната страница за други значения на Свети Никола.
„Свети Никола“ или „Свети Николай“ (на македонска литературна норма: „Свети Никола“, „Свети Николај“) е възрожденска православна манастирска църква в демирхисарското село Загориче, Северна Македония. Църквата е под управлението на Крушевско-Демирхисарската епархия на Македонската православна църква.
Църквата е гробищен храм, разположен в северния край на Загориче, като се използва и от жителите на съседното Утово. Според зографския надпис църквата е изписана в 1885 година от крушевските майстори братя Вангел и Никола. В надписа са изписани и имената на ктиторите селяни от Загориче и Утово. Църквата много пъти е плячкосвана от арнаутски банди. Обновена е в 1934 година, а фреските са реставрирани в 1956 година.
В архитектурно отношение е малка еднокорабна сграда с плитък дървен свод. Покривът е керемиден с дървени стрехи. Над апсидата е от ламарина. Фасадите са варосани. На северната и южната страна отвътре има по три плитки полукръгли засводени ниши. На запад има трем с по-нисък покрив. Входът е от запад и от юг. Близо до храма на югозапад има кулообразна камбанария.